# 小行星4872
小行星4872（英語：4872 Grieg）是一颗围绕太阳公转的小行星。1989年12月25日，佛蒙特·伯根在陶腾堡发现了此天体。
这颗小行星的绝对星等为7.49178443312134等。